# Valentinians
Els Valentinians van ser un dels principals moviments cristians gnòstics. La secta va ser fundada per Valentí al segle ii, la seva influència es va estendre ràpidament, no només a Roma on Valentí predicava, i a la vall del Roine, sinó també per una zona que anava des del nord d'Àfrica fins a Egipte i a l'Àsia Menor i Síria.
Encara que els deixebles es van estendre molt, els valentinians van conservar una bona unitat doctrinal. Acceptaven el cànon ecumènic del Nou Testament i no acostumaven a alterar el text canònic. Segons Tertul·lià, Valentí, al contrari que Marció, l'utilitzava "integro instrumento". Sobre l'Antic Testament tenien una actitud matisada. No el rebutjaven com els marcionites, però el llegien fent distincions sobre la seva interpretació, expressades molt clarament a la Epístola a Flora escrita per Ptolemeu, un valentinià.
El sistema filosòfic dels valentinians era bàsicament platònic. La seva concepció de la gnosi era absolutament radical: només la gnosi salva. Ensenyaven la distinció entre el Déu Suprem i el Creador, un ens diferent. El Salvador il·lumina als gnòstics i els guia cap al "descobriment" de la seva realitat divina. Quan un creient es mor, l'element diví que té incorporat es reintegra en el pleroma. En tots els seus textos especulatius utilitzaven una detallada simbologia sexual. No van voler mai separar-se de l'Església, i no es consideraven una secta a part. Però el valentinianisme era vist com una amenaça per al cristianisme i els Pares de l'Església i altres erudits cristians, la van combatre, tant per la seva influència, com també per la seva doctrina, pràctiques i creences. Els gnòstics van ser condemnats com heretges, i Ireneu de Lió a Adversus haereses i Hipòlit de Roma Refutació de totes les heretgies van escriure contra els valentinians. Tertul·lià va escriure un llibre específic contra ells, Adversus Valentínianum. Justí, que quan Valentí predicava es trobava a Roma, va denunciar Marció com a heretge, però no fa menció dels valentinians. Això s'explica perquè els seguidors de Valentí, tal com feien Plató i Aristòtil, tenien un llenguatge per al públic en general i un altre per als iniciats de la seva escola. Els seus escrits exotèrics s'adaptaven a les doctrines de l'església. Va ser Ireneu el que va descobrir els textos interns de la secta i va denunciar la seva heterodòxia.
El valentinisme, segons Hipòlit de Roma, es va dividir en dues branques, la itàlica i l'oriental. A la primera hi pertanyen Ptolemeu, Heracleó, Secund i Florí. A l'oriental hi van pertànyer Teodot, Axiònic, i probablement Marc. Tertul·lià també parla de la divisió en dues escoles.

## Textos valentinians
- Evangeli de Valentí
- Tractat Tripartit
- Oració de Pau
- Tractat de la Resurrecció
- Evangeli de Felip

Més endavant les idees gnòstiques es van anar complicant i van donar lloc a textos com la Pistis Sophia i els Dos Llibres de Jeú.